# Левон Манукян
Левон Манукян е български диригент, аранжор, оркестратор и продуцент.

## Биография
Роден е в Бургас на 19 юни 1981 г. Той е трето поколение музикант. Концертирал е като диригент в България, Гърция, Сърбия, Македония, Хърватия, Австрия, Армения, Германия, Полша, Чехия, Италия и Словакия.
Работи в екип с Юлия Манукян (сценарист и либретист), Иво Дуков (пиано), Христо Нейчев (китара), Даниел Желев (ударни), Соня Ковчезлиева (актриса) и Илиан Божков (актьор). Със своите проекти изнася концерти във всички градове на България.
Аранжор и диригент на мюзикълите „Мулен руж“, „Брилянтин“ и „Мемфис“.
Прави записи за БНТ, бТВ, Нова ТВ, БНР, „Хоризонт“, „Хр. Ботев“, Скат ТВ, Евроком, Rai Uno и др.

## Проекти
- „Реформаторът“ (музикална комедия от Юлия Манукян)[1][2]
- „Златният Орфей“ (концерт-спектакъл от Юлия Манукян)[3]
- „Романтична комедия“ (музикална комедия от Юлия Манукян)
- „Бар накрая на света“ (концерт-спектакъл от Юлия Манукян)
- „С музиката на Мориконе“ (от Юлия Манукян)
- „Някъде накрай света“ (музикална комедия от Юлия Манукян)[4]
- „Момчето, което говори с морето“ (концерт-спектакъл от Юлия Манукян
- „Любими руски песни“
- "Обич разпиляна (концерт-спектакъл от Юлия Манукян)
- „Моите неизпратени писма“ (концерт-спектакъл от Юлия Манукян)
- „100 години Франк Синатра“ (от Юлия Манукян)
- „Три погледа към Кармен“
- „Нещо на сериозно, нещо на шега“ (концерт-спектакъл от Юлия Манукян)
- Метъл-балет „Дежа Вю“ (от Юлия Манукян)
- Концерт-спектакъл „Рок-барок“ (от Юлия Манукян)
- „Ах, този мюзикъл“ (сценарий: Юлия Манукян)
- „Любов, любов, любов...“ (концерт-спектакъл от Юлия Манукян)
- „Всичко разрешено, нищо забранено“ (комедия от Юлия Манукян) -
- „Виртуозите в класиката“
- „Класика и джаз“
- „Ние сме шампиони“
- „Армения – душа от камък“ (музикално-поетичен концерт от Юлия Манукян)
- „Дървено червено конче“ (драма от Юлия Манукян)
- „Най-масово пеене на химна за Св. Св. Кирил и Методи в Бургас“ (над 800 души)
- „28 химна на държавите-членки на Европейския съюз“
- Мюзикъл „Мулен руж“
- Мюзикъл "Брилянтин
- Мюзикъл „Мемфис“
- Реализирани записи за: Българска национална телевизия Българско национално радио БТВ Нова ТВ ТВ 7 дни СКАТ Rai Uno

## Изпълнители, с които работи (класически)
- Катя Ричарели
- Еми Стюарт
- Пепино Принчипе
- Марк Фауер
- Еделина Кънева
- Александър Мутафчийски
- Стефан Петков
- Валерий Георгиев
- Ивайло Михайлов
- Мария Цветкова
- Мария Белчева
- Жени Захариева
- Ангел Станков
- Йосиф Радионов
- Лидия Ошавкова
- Павел Златарев
- Илиана Тодорова
- Атанас Карафезлиев
- Русалина Мочукова
- Сребрина Славова
- Миглена Славова
- Делян Славов
- Росица Метаниева
- Стоян Караиванов
- Александър Вичев
- Хасмик Харутюнян (Армения)
- Етери Хованесян (Армения)

## Поп-изпълнители, с които работи
- Орлин Горанов
- Тони Димитрова
- Руслан Мъйнов[5]
- Миро
- Йорданка Христова
- Маргарита Хранова
- Стефан Диомов (композитор)
- Милица Гладнишка
- Панайот Панайотов
- Ваня Костова
- Пламен Ставрев
- Митко Щерев (композитор)
- Люси Дяковска
- Графа
- Веселин Маринов
- Васил Петров
- Теодор Шишманов
- Нели Рангелова
- Поли Генова
- Любо Киров
- Галя Ичеренска
- Дара Eкимова
- Рафи Бохосян
- Димитър Атанасов
- Мустафа Чаушев
- Роберта
- Илия Ангелов
- Нора Караиванова
- Теодор Койчинов
- Сергей Вардеварян
- Владо Димов
- Георги Дюлгеров
- Стефан Илчев
- Тодор Георгиев
- Фамилия „ТОНИКА“
- Дует „Ритон“
- Дует „Шик“
- Квартет „5-те сезона“

## Институти, с които концертира като пианист
- 1996 – Бургаска филхармония – Хайдн – Концерт за пиано D dur
- 1996 – Държавен оркестър – Сливен – Хайдн – Концерт за пиано D dur
- 1996 – Държавна филхармония „Димитър Ненов“ – Разград – Хайдн – Концерт за пиано D dur
- 1997 – Бургаска филхармония – Моцарт – Концерт за пиано d moll
- 1998 – Бургаска филхармония – Гершуин – Концерт за пиано „in F“
- 1999 – Врачанска филхармония – Гершуин – Концерт за пиано „in F“
- 2001 – Бургаска филхармония – Бартот – концерт за 2 пиана, ударни и оркестър (заедно с пианистката Рада Чомакова)

## Образование
- 1991 – 1999 – НУМСИ "Панчо Владигеров (Бургас) – специалност „Пиано“
- 1996 – 2002 – ученик по „оперно-симфонично дирижиране“ при проф. Иван Маринов
- 2004 – 2005 – АМТИИ (Пловдив) – специализация по „оперно-симфоничено дирижиране“ при Маестро Георги Димитров
- 1999 – 2005 – НМА „Панчо Владигеров“ (София) – бакалавър „Музикална педагогика“ и магистър „Оперно-симфонично дирижиране“
- 2001 – 2003 – Ангийски кралски колеж по музика (дистанционно обучение) – специалност „Пиано“
- 2004 – 2006 – Ангийска кралска академия по музика (дистанционно обучение) – специалност „Пиано“
- 2009 – Майсторски клас по дирижиране при Проф. Йорма Панула
- 2010 – Майсторски клас по дирижиране при Бернард Хайтинк
- 2014 – 2015 – Нов Български университет (София) – специалност „Музикална режисура“

## Награди и отличия
- 2005 – Грамота за „Принос в българската култура“, връчено от Министъра на Културата
- 2010 – Лауреат на конкурса „Blue Danube“ за оперни диригенти